# کلوتیلد
کلوتیلد (انگلیسی: Clotilde; c.474 – 545 (aged c. 71)) یا کلوتیلدا یا روتیلد قدیس مسیحی اهل پادشاهی بورگوندی همسر کلوویس یکم و ملکه فرانک هابود او زاده لیون و دختر شیلپریک دوم بورگوندی بود روایت های حماسی بسیاری بعدتر در خصوص زندگی وی و همسرش به وجود آمد که در خصوص صحت برخی از آن ها به دشواری می توان اظهار نظر کرد پنج فرزند از این ازدواج حاصل شد که سه تن از ایشان به پادشاهی رسیدند کلوتیلد به عنوان یک مسیحی پرورش یافت و بر آن اصرار کرد تا اینکه شوهرش بت پرستی را رها کرد و مسیحیت را پذیرفت. مطابق گفته های کتاب تاریخ فرانک ها ، هنگامی که کلوتیلد فرزند اول خود را تعمید داد ، پس از مدت کوتاهی فرزندش درگذشت. کلوویس او رااز مسیحیت بازداشت. اما وقتی کلودومر به دنیا آمد ، او اصرار داشت که او را نیز تعمید دهید. اگرچه کلودومر در حقیقت بیمار شد ، اما خیلی زود بهبود یافت.بدین ترتیب کودکان بعدی نیز تعمید و به عنوان مسیحی رشد یافتند